# احمد سعد عثمان
احمد سعد عثمان (انگلیسی: Ahmed Saad Osman؛ زادهٔ ۷ اوت ۱۹۷۹) بازیکن فوتبال اهل لیبی بود.
از باشگاه‌هایی که در آن بازی کرده‌است می‌توان به باشگاه فوتبال آفریقایی اشاره کرد.
وی همچنین در تیم ملی فوتبال لیبی بازی کرده‌است.